# Ignaz Franz
Ignaz Franz (* 12. Oktober 1719 in Protzan bei Frankenstein, Herzogtum Münsterberg; † 19. August 1790 in Breslau) war ein deutscher katholischer Priester, Theologe und Kirchenliederdichter.

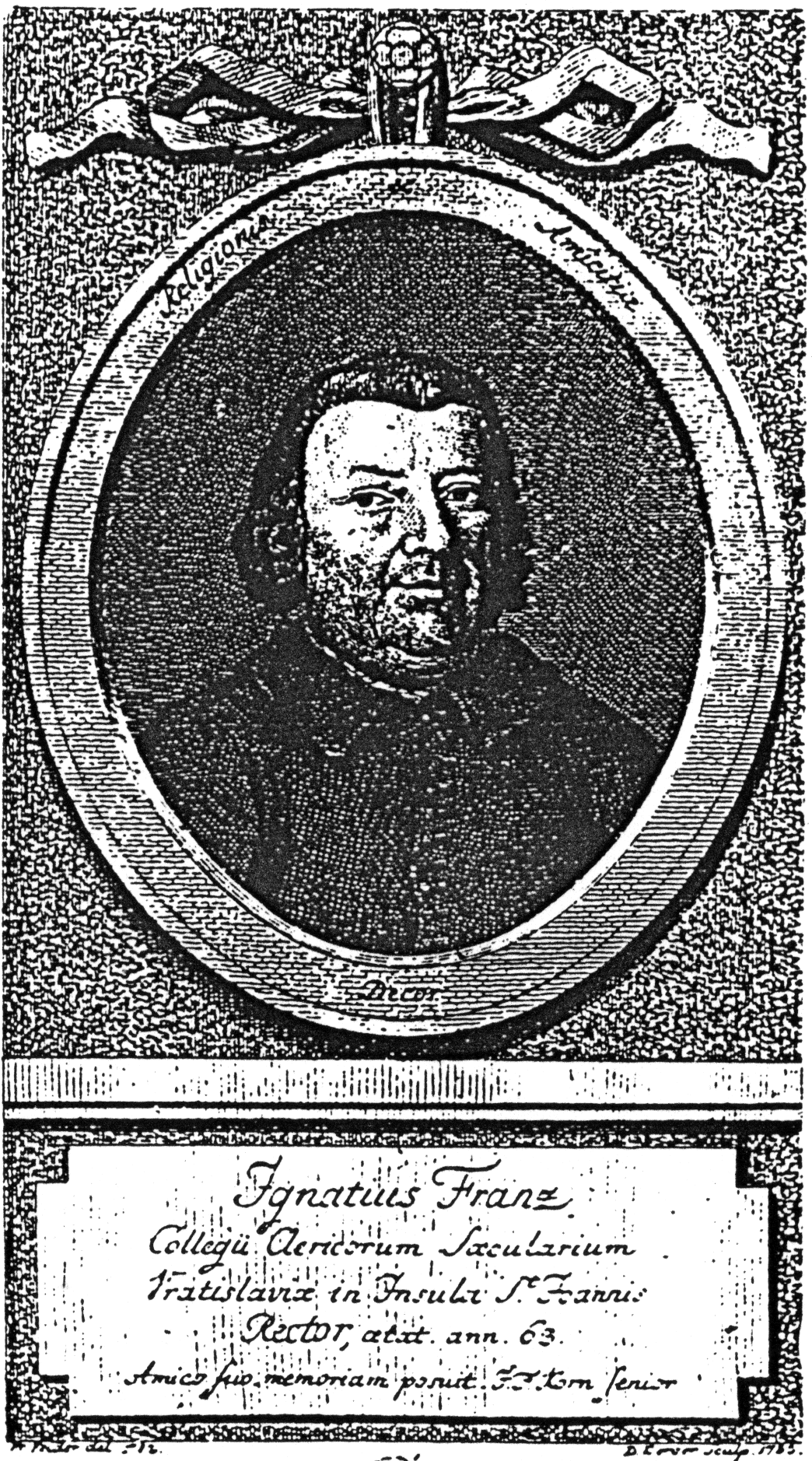
Ignaz Franz. Porträt aus seiner Schrift „Kurze Predigten von der Christlichen Lehre“, Breslau 1783.

## Leben
Ignaz Franz wurde am Glatzer Jesuitenkolleg ausgebildet. Anschließend studierte an der Universität Breslau Philosophie und Katholische Theologie. Nach Studienabschluss und Vorbereitungszeit empfing er 1742 durch den Breslauer Fürstbischof Philipp Ludwig von Sinzendorf die Priesterweihe. Anschließend wurde er als Kaplan nach Glogau entsandt. 
1753 wurde Franz zum Erzpriester ernannt und nach Schlawa versetzt. 1766 berief ihn Fürstbischof Philipp Gotthard von Schaffgotsch zum Rektor des bischöflichen Alumnats des Breslauer Priesterseminars. Daneben wirkte er als Assessor für theologische Angelegenheiten des Apostolischen Vikariats.
Franz starb am 19. August 1790 in Breslau und fand dort auch seine letzte Ruhestätte.

## Werke
Franz war Herausgeber von Katechismen und Gesangbüchern im Geist der Aufklärung. Er ist der Verfasser des Kirchenliedes Großer Gott, wir loben dich (GL 1975 257, GL 2013 380, EG 331 sowie Pfingst-Jubel, Liednummer 20). Dabei handelt es sich um eine deutsche Nachdichtung des Te Deums, eines altkirchlichen Lobgesangs. Großer Gott, wir loben dich entstand 1768. Die spätere Melodie wurde zum ersten Mal im Katholischen Gesangbuch (Wien 1776) abgedruckt.